# Mörön (stad)
Mörön (mongoliska: Мөрөн, ryska: Мурэн) är en provinshuvudstad och ett distrikt sum i norra Mongoliet. Den är huvudstad i provinsen Chövsgöl, i den centrala delen av landet, 500 km väster om huvudstaden Ulan Bator. Mörön ligger 1 280 meter över havet och antalet invånare är 27 690. Stadens namn betyder flod. I staden finns en internationell flygplats.